# منارجنبان
منارجنبان هو مسجد ومئذنة تاريخي يعود إلى 716 هجري، ويقع في أصفهان.